# Gia-Fu Feng

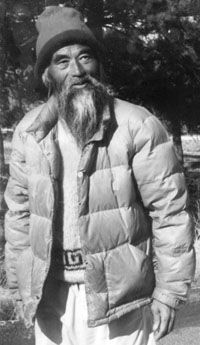
Gia-Fu Feng

Gia-Fu Feng, chinesisch 馮家福 (* 10. Januar 1919 in Yuyao, Zhejiang; † 12. Juni 1985 in Wetmore, Colorado) war ein chinesisch-amerikanischer Übersetzer klassischer daoistischer Literatur und ein Tao-Lehrer chinesischer Herkunft in den USA. Er studierte an der „National Southwestern Associated University“ (西南聯合大學) in Kunming.
Fritz Perls Gestalttherapie hatte maßgeblichen Einfluss auf seine spätere Arbeit, mit Jack Kerouac, Abraham Maslow und Alan Watts war er Vorbereiter einer Verbindung östlicher und westlicher Lebensweisheiten, z. B. der Humanistischen Psychologie.

## Leben und Wirken
Feng wurde 1919 in der Provinz Zhejiang als Sohn in eine wohlhabende und einflussreiche Familie hineingeboren. Sein Vater, Feng Chong-ching, war ein prominenter Bankier der Ta-Ching Government Bank und einer der Gründer der Bank von China. Seine Mutter war Wei Han-chuen. Er kam als drittes von neun Kindern zur Welt. Regelmäßig kehrte die Familie während der Frühlingsferien in ihre angestammte Heimatstadt Yuyao in der Provinz Zhejiang zurück, um das Frühlingsfest zu feiern. Seine Mutter starb, als er sechzehn Jahre alt war. Feng wuchs in Shanghai auf und besuchte private Internate und erhielt zu Hause Nachhilfe in klassischen chinesischen Sprachen und Englisch. Eine seiner Englischlehrerinnen war die Schwester des britischen Zollkommissars von Shanghai. In den Bergen von Hangzhou ließ Feng sich in einer Reihe von daoistischen Tempeln ausbilden. Feng verließ sein Zuhause zum ersten Mal im Jahr 1938 während der japanischen Invasion, um einen Bachelor-Abschluss in freien Künsten an der Southwest Associated University im unbesetzten Westchina zu machen. Dort erlebte er die japanischen Bombenangriffe und hielt durch, indem er enthusiastisch bei einigen der besten Gelehrten Chinas studierte.
Während des Chinesischen Bürgerkriegs wanderte Feng in die USA aus. Er war 1946 noch einmal nach Shanghai zurückgekehrt, verließ die Stadt jedoch 1947 erneut. Im Jahre 1947 kam er in die USA, um einen Masterabschluss in Internationaler Finanzwissenschaft an der Wharton School der Universität von Pennsylvania zu absolvieren.
Sein Vater habe ihm geraten, nach der Gründung der Volksrepublik China im Jahr 1949, aufgrund der unsicheren politischen und wirtschaftlichen Lage, in den USA zu bleiben. Als 1950 der Koreakrieg ausbrach, verboten die USA überdies den chinesischen Studenten die Rückkehr nach China. So schrieb sich Feng für ein Ph.D.-Programm in Statistik an der New York University ein. Feng arbeitete für ein Finanzunternehmen an der Wall Street, lebte in einem internationalen Studentenwohnheim und dann in einer von Quäkern geführten Genossenschaft in New York und besuchte weiterhin an den Wochenenden Pendle Hill. Während seiner Studienzeit besuchte er häufig das „Pendle Hill Quaker Center for Study and Contemplation“.
Er fühlte sich in dieser Gemeinschaft akzeptiert und zu ihr hingezogen und begann sich für viele Aspekte des Quäker-Gedankens zu interessieren.
In dieser Zeit begann er dann auch, chinesische Literatur zu übersetzen, z. B. für Alan Watts an der „American Academy of Asian Studies“ (AAAS). Alan Watts sagte später, dass Gia-Fu „The Real Thing“ war.
Als Mike Murphy und Dick Price ihr „human potential center“ (deutsch: „Zentrum für menschliches Potenzial“) in Big Sur eröffneten, wirkte er in dem Esalen Institute als u. a. Tai-Chi-Lehrer mit. Michael Murphy war einer der Gründerväter des Esalen-Instituts, er war Student an der „American Academy of Asian Studies“ (AAAS) sowie in Stanford. Aus den sich bildenden Netzwerk entstand das Esalen-Institut, in welchem Gia-Fu u. a. als Buchhalter, Bademeister, „Crazy Taoist“ diente. 1966 gründete er seine eigene „Stillpoint Foundation“ als daoistische Gemeinschaft, welche 1977 in die Berge von Colorado zog.
Gia-Fu Feng fand das Esalen-Institut letztlich zu unruhig und eröffnete sein eigenes Zentrum namens Stillpoint auf der Bear Creek Road hoch über dem Silicon Valley.
Feng war zeitweise mit Jane English (* 1942) verheiratet. Eine weitere und spätere Ehepartnerin war die aus Suffolk stammende und in Australien aufgewachsene Sue Bailey (* 1958).
Feng wurde Teil der Ost-West-Philosophie und der spirituellen Bewegung in Kalifornien, welche um das AAAS entstand (später bekannt als „California Institute of Integral Studies“) und die soziokulturelle Transformation beeinflusste, bekannt als San Francisco Renaissance.
Zur gleichen Zeit begannen seine regelmäßigen und häufiger werdenden Besuche in Europa. Die Reisetätigkeit endete 1982, als er sich in Deutschland eine Lungenentzündung zuzog, an deren Folgen er 1985 in Colorado verstarb.

## Veröffentlichungen
- Tai Chi, A Way of Centering & I Ching (1970)
- Lao Tsu – Tao Te Ching zusammen mit Jane English (1972)
- Chuang Tsu – Inner Chapters zusammen mit Jane English (1974)
- Still Point of the Turning World: The Life of Gia-Fu Feng [Paperback] Carol A. Wilson (2009)